# Giuse Trương Cao Đại
Giuse Trương Cao Đại (1913–1969) là một Giám mục Công giáo người Việt. Ông nguyên là Giám mục Việt Nam đầu tiên lãnh đạo Địa phận (sau là Giáo phận) Hải Phòng.

## Thân thế thiếu thời
Ông tên thật là Trương Cao Lộ, sinh ngày 5 tháng 6 năm 1913 tại làng Tiền Môn, An Lập, nay thuộc xã Hồng Giang, huyện Đông Hưng, tỉnh Thái Bình, thuộc Giáo phận phận Thái Bình. Song thân là ông Giuse Trương Văn Danh và bà Maria Mai Thị Báu. Cậu Lộ là một trong số mười hai người con trong gia đình gồm bảy nam và năm nữ.
Khi làm lễ rửa tội, ông được đặt tên thánh là Giuse. Thuở nhỏ, ông theo học trường của giáo xứ và được linh mục Chánh xứ Trung Linh (thuộc Địa phận Bùi Chu) bấy giờ là Gioan Nguyễn Hữu Độ nhận làm con nuôi, được đổi tên là Trương Cao Đại. Một thời gian sau, ông được gửi sang học tại trường giáo xứ Lục Thủy, rồi được gọi về giáo xứ Phú Nhai để bồi dưỡng thêm, chuẩn bị vào Tiểu chủng viện. Ở Lục Thủy, Phú Nhai, ông quen biết với một bạn học, người mà sau này cũng trở thành Giám mục, là Đa Minh Hoàng Văn Đoàn.
Năm 1927, ông vào học Tiểu chủng viện Ninh Cường. Sau 5 năm, ông được vào học Giáo hoàng học viện Nam Định. Sau khi học xong lớp triết học, ông xin gia nhập dòng Đa Minh cùng với người bạn Hoàng Văn Đoàn. Ngày 30 tháng 8 năm 1935, ông được nhập dòng tại tu viện Đa Minh Quần Phương vừa mới lập ở Giáo phận Bùi Chu. Đến ngày 13 tháng 8năm 1936, ông được nhận lời "Khấn đơn" của người tu sĩ Dòng Đa Minh.

## Cuộc đời truyền đạo
Ngày 15 tháng 12 năm 1936, Bề trên Dòng cử ông sang Hương Cảng học ban Thần học tại tu viện Saint Albert, trong 4 năm. Ngày 31 tháng 8 năm 1939, ông khấn trọn đời thề trung thành với Chúa, với Dòng cho đến chết. Ngày 18 tháng 5 năm 1940, ông được phong chức linh mục tại Đại chủng viện Alberdin, Hương Cảng.
Ngày 24 tháng 8 năm 1940, linh mục Trương Cao Đại được cử sang Manila theo học ban Giáo luật tại Đại học Saint Thomas, đỗ tiến sĩ khoa Giáo luật.
Khi Thế chiến thứ hai đến giai đoạn quyết liệt ở Đông Nam Á, quân đội phát xít Nhật xâm chiếm Philippines, linh mục Trương Cao Đại không thể về Việt Nam như lòng mong ước. Ông phải sơ tán lên giáo phận miền núi Baguio của các thừa sai người Bỉ. Tại đây, ông nhận làm Cố vấn ban Giáo luật cho tòa Giám mục giáo phận Baguio và làm Tuyên úy cho nữ tu Đa Minh thuộc hội dòng Sancta Catharina ở Philippines. Sau khi quân Nhật đánh chiếm miền núi Baguio, ông lại chạy xuống Lingayen (mạn Tây Bắc Manila) tạm trú trong một tu viện Đa Minh, cho đến ngày chiến tranh kết thúc.
Năm 1946, ông được bổ nhiệm trở về Việt Nam với chức vụ giáo sư Giáo hoàng học viện Nam Định. Tuy nhiên, khi ông về đến Hải Phòng vào giữa tháng 12 năm 1946, thì tình hình giữa Việt-Pháp trở nên căng thẳng, có khả năng bùng nổ chiến tranh. Do việc mở lại Giáo hoàng học viện Nam Định không thể thực hiện được, nên sau một thời gian khá lâu lưu trú tại Tòa Giám mục Hải Phòng, ông được cử sang tu viện Đa Minh Hương Cảng vào đầu tháng 11 năm 1948. Tại đây, ông là giáo sư các môn Giáo hội Sử, Giáo hội học, Luân lý học, Mặc Khải luận. Ông còn kiêm chức Thẩm phán tòa án khiếu nại của giáo phận Hương Cảng.
Ngày 8 tháng 1 năm 1953, Tòa thánh cử linh mục Trương Cao Đại, bấy giờ đang giữ chức Phó tu viện trưởng Đa Minh Rosaryhill Hồng Kông, làm Giám mục Hiệu tòa Sila lãnh đạo Hạt Đại diện Tông Tòa Hải Phòng, thay thế Giám mục Francisco Gomez (Lễ) từ nhiệm năm 1952. Giám mục Trương Cao Đại là vị Giám mục Việt Nam đầu tiên lãnh đạo địa phận Hải Phòng.
Lễ tấn phong cử hành tại nhà thờ chính tòa Hồng Kông ngày 19 tháng 3 năm 1953, do Khâm sứ Tòa thánh tại Đông Dương John Dooley chủ phong, Giám mục Ngô Đình Thục và Giám mục Lê Hữu Từ phụ phong.
Ngày 21 tháng 3 năm 1953, ông trở về địa phận nhận nhiệm sở và bắt tay xây dựng giáo phận: truyền chức cho nhiều tân linh mục, lập Hội đồng giáo phận, cử linh mục Phêrô Mai Bảo Thư làm Bề trên giáo phận, khánh thành trường Kẻ Giảng Quảng Yên và cử linh mục Hoàng Công Độ làm Giám đốc, chuẩn bị việc cải tổ dòng nữ Đa Minh Hải Phòng...

## Di cư vào Nam
Năm 1954, chiến tranh kết thúc với sự ra đời hiệp định Genève. Do đó, gần 1 triệu giáo dân Công giáo di cư vào miền Nam. Giám mục Trương Cao Đại cũng thu xếp công việc, trao quyền điều khiển giáo phận cho linh mục Giuse Bùi Khắc Hiệp, nguyên Chánh xứ Đào Xá (sau 1954, linh mục Hiệp về ở Hải Phòng), để theo linh mục và giáo dân Hải Phòng đi vào Nam. Số giáo dân ở lại khoảng 54.000 với 8 linh mục triều.
Tại miền Nam, ban đầu ông tạm trú trong một ngôi nhà ở đường Trần Bình Trọng, Chợ Lớn. Đến năm 1956, ông sang lưu trú ở Gia Định. Trong thời gian đó, ông thu xếp định cư cho giáo dân tại làng Bình Đức (Mỹ Tho). Năm 1958, ông cho xây cất Tiểu chủng viện Chân Phước Liêm tại làng Đạo Thạnh (Mỹ Tho) và dọn về ở tại đây.
Ngày 11 tháng 8 năm 1955, Hội đồng dòng Đa Minh ủy quyền cho ông lãnh đạo việc cải tổ và thống nhất dòng nữ Đa Minh thuộc các giáo phận di cư: Bùi Chu, Hải Phòng, Bắc Ninh, Thái Bình và Lạng Sơn. Ông đã cho thiết lập cơ sở dòng nữ Đa Minh Việt Nam ở Hố Nai (Đồng Nai).
Tháng 6 năm 1960, ông về học viện Albert của dòng Đa Minh tại Phú Nhuận, dạy học và dịch thuật, sức khỏe suy kém vì bệnh tim. Dạy ở đây ít lâu, ông sang Tây Ban Nha trú ngụ tại tu viện Đa Minh San Piedro, Madrid để điều dưỡng.

## Qua đời ở ngoại quốc
Năm 1962, ông cùng với các Giám mục Việt Nam khác được Tòa Thánh mời sang Vatican tham dự Công đồng Vatican II (1962-1965).
Ông qua đời tại tu viện Dòng Đaminh thành Avila vì bệnh tim vào ngày 29 tháng 6 năm 1969, hưởng dương 56 tuổi, đời với 16 năm ở cương vị Giám mục trong đó hết 15 năm sống xa cách giáo phận và không thể chu toàn trách nhiệm của mình. Ông cũng là vị Giám mục Việt Nam đầu tiên qua đời ở nước ngoài.

## Di cốt cố hương
Với sự trợ giúp của một số đồng hương Công giáo Hải Phòng tại Tây Ban Nha, Tòa Giám mục Hải Phòng đã xúc tiến việc đưa hài cốt của Giám mục Trương Cao Đại về Việt Nam. Ngày 9 tháng 11 năm 2010, hài cốt ông được đưa về Việt Nam bằng máy bay. Giám mục đương nhiệm của Giáo phận Hải Phòng là Giuse Vũ Văn Thiên, cùng một số linh mục, tu sĩ và giáo dân Hải Phòng đã ra sân bay Nội Bài rước hài cốt của Giám mục Trương Cao Đại, sau đó đưa về Nhà thờ chính tòa Hải Phòng để làm lễ và cải táng tại đây.

## Ghi nhận
- Tên ông được dùng đặt cho một giáo xứ của Giáo phận Cần Thơ: Giáo xứ Đại Hải, (với ý nghĩa: Đại là tên của Ông Trương Cao Đại, Hải là tên của Giáo phận Hải Phòng).[12] Đây là giáo xứ quy tụ nhiều giáo dân là người gốc Hải Phòng.
- Giám mục Trương Cao Đại là người khởi công xây cất Tiểu chủng viện Chân Phước Liêm tại làng Đạo Thạnh (Mỹ Tho, năm 1958). Và xây dựng lại dòng nữ Đa Minh Hải Phòng.
- Ông là một trong số ít các Giám mục đã tham dự tham dự Công đồng Vatican II (1962–1965)
- Ông là Giám mục người Việt đầu tiên lãnh đạo Giáo phận Hải Phòng và cũng là Giám mục Việt Nam đầu tiên giữ cương vị Thẩm phán tại nước ngoài (thẩm phán của tòa án khiếu nại Giáo phận Hương Cảng Hong Kong).